# 마이트 앤 매직: 크래쉬 오브 히어로즈
크래쉬 오브 히어로즈(Clash of Heroes)는 닌텐도 DS, 플레이스테이션 3, 엑스박스 360의 패키지 형태로 출시된 게임이다. 히어로즈 시리즈와 같이 턴제 전략 게임이지만 그 시스템은 전혀 다르다. 기본적으로 마이트 앤 매직의 세계관을 따르고 유닛들이 대부분 히어로즈 시리즈의 5번째 시리즈에 등장한 유닛들과 유사하다.

## 게임 플레이
크래쉬 오브 히어로즈에는 특정한 룰이 있다. 매 턴마다 3번의 행동을 할 수 있으며, 유닛들을 움직여 유닛을 배치하면서 공격 혹은 방어를 할 수 있다. 각각의 유닛이 공격되기까지 몇의 턴이 소요되며, 매 턴 능력이 강력해진다.
- 행동점수

일반적으로 매 턴 3번의 행동할 수 있는데 유닛을 움직이거나 소환, 특수기술을 사용할 수 있다.
- 유닛

기본적으로 유닛은 3가지 능력치를 가지고 있다. 유닛이 공격하기 위해 기다려야 하는 대기턴, 유닛의 공격력, 생명력으로 나뉜다. 각각의 유닛은 대기턴 동안에 공격력이 상승한다. 즉 대기턴이 긴 유닛의 경우 공격하기까지 오래 걸릴진 몰라도 그만큼 강력하다는 것을 알 수 있다. 또한 각각의 유닛은 경험치를 가지고 있기 때문에 레벨을 올려 유닛을 강력하게 만들 수 있다.
- 유닛의 색

초록, 파랑, 노랑의 세가지 색이 등장한다. 이 색은 차징, 벽 등을 만들기 위하여 기본적으로 통일되어 있어야 하며 서로 다른 색일 경우 차징이나 벽이 형성되지 않는다.
- 유닛의 등급

코어, 엘리트, 챔피언의 3가지 유닛 등급이 존재한다. 가장 낮은 등급의 일반 유닛인 코어, 그리고 엘리트와 강력한 챔이언 유닛이 있다.
- 차징

일반적으로 유닛은 특별한 대형을 짜야만 차징(공격)을 할 수 있다. 일반적으로 코어 유닛의 경우 세로로 3기를 배치해야 하며, 엘리트의 경우 뒤에 2기의 유닛을, 그리고 챔피언의 경우 뒤에 4기의 유닛을 배치하여야만 차징을 할 수 있다.
- 벽

코어 유닛을 가로로 3기를 배치하면 하나의 벽이 생성되는데, 이 벽을 통하여 적군의 공격력을 감소시킬 수 있다. 최대 2번의 벽을 합칠 수 있다.
- 콤보

벽 제작과 공격대형이 동시에 이루어질 경우 두가지 모두 콤보가 발생된다. 이 경우 행동점수를 한번 더 획득할 수 있다.
- 체인

유닛 제거 기능을 통하여 차징이나 벽이 형성된 경우 행동점수를 하나 더 얻을 수 있다.
- 링크

같은 색의 유닛의 경우 똑같은 턴이면 '링크'가 걸린다. 링크는 아군 유닛을 더 강력하게 만들기 때문에 각각의 공격 대형보다 링크를 통해서 유닛을 더 강력하게 만드는 것 또한 중요하다.
- 결합

이미 차징된 유닛 뒤에서 또 차징이 일어난 경우 두 유닛은 합쳐지게 되어 더 강력해진다.

## 평가
| 평가 |                                                            |
| --- | ---------------------------------------------------------- |
| 통합 점수 통합사 점수 메타크리틱 DS: 86/100 [ 1 ] PS3: 84/100 [ 2 ] X360: 84/100 [ 3 ] PC: 76/100 [ 4 ] iOS: 83/100 [ 5 ] 평론 점수 평론사 점수 TouchArcade iOS: [ 6 ] |                                                            |
| 통합 점수 |                                                            |
| 통합사 | 점수                                                       |
| 메타크리틱 | DS: 86/100 PS3: 84/100 X360: 84/100 PC: 76/100 iOS: 83/100 |
| 평론 점수 |                                                            |
| 평론사 | 점수                                                       |
| TouchArcade | iOS:                                                       |